# 临汾尧都机场
临汾尧都机场位於中华人民共和国山西省临汾市，是一個支綫民航機場。飛行區等級指標為 4C 級，場區佔地 2086 畝，跑道全长 2600 米，航站楼面积 26000 平方米，机坪面积 60840 平方米。设有 9 个机位，6 部廊桥机位，满足波音 737-800、空中客车 320 等系列飞机起降需要。原名“臨汾喬李機場”，2020 年 5 月正式更名為“臨汾堯都機場”。

## 發展歷史
1958 年 10 月，国家民航局在乔李征地筹建机场。1959 年 3 月兴建，建有候机楼、生活设施瓦房 40 间。占地 26.67 公顷。跑道长 500 米、宽 45 米。1959 年 9 月 1 日通航。在城内东大街县人民政府对面路南设售票处，開通航线：太原—临汾—长治，巡回往返。起落机型为安—Ⅱ型飞机。1960 年 11 月停飞。1961 年成立航空俱乐部，培训跳伞运动员，并承担飞机播撒农药治棉蚜虫任务。
1962 年停机，移交 027 航校代管。
1978 年机场退为农田，所有权属国家民航局。
2012 年  9 月 25 日，国家发改委批准山西省临汾机场复航改造工程可行性研究报告。工程按照满足 2020 年旅客吞吐量 43 万人次、货邮吞吐量 1500 吨目标设计。主要建设内容：新建一条长 2600 米、宽 45 米的跑道，新建 4200 平方米的航站楼和 4 个机位的站坪，配套建设空管、通信、气象、供电、消防等生产设施。
2016 年 1 月 25 日，临汾机场正式恢复通航。
2020 年 5 月，临汾乔李机场正式更名为“临汾尧都机场”。

## 航點

### 2019 年夏秋航季
| 航空公司           | 目的地                                                                 |
| ------------------ | ---------------------------------------------------------------------- |
| 中国国际航空（CA） | 北京首都、武汉、杭州、溫州                                             |
| 中国南方航空（CZ） | 广州、 長沙                                                            |
| 吉祥航空（HO）     | 上海浦东                                                               |
| 成都航空（EU）     | 成都、哈爾濱                                                           |
| 海南航空（HU）     | 海口、呼和浩特、 長沙、 深圳、 大連、 昆明、 珠海、 天津、 廈門、 蘭州 |

### 2019-2020 年冬春航季
| 航空公司           | 目的地                                     |
| ------------------ | ------------------------------------------ |
| 中国国际航空（CA） | 北京首都、武汉、杭州、溫州、銀川           |
| 中国南方航空（CZ） | 广州、 珠海、哈爾濱                        |
| 吉祥航空（HO）     | 上海浦东、南京                             |
| 成都航空（EU）     | 成都、呼和浩特                             |
| 海南航空（HU）     | 海口、呼和浩特、 長沙、 深圳、 天津、 三亞 |
| 北部灣航空（GX）   | 南寧、呼和浩特                             |

## 生產統計
臨汾喬李機場在 1960 年左右的生產數據已無法考證，目前僅有 2016 年復航之後的生產數據。
| 年份 | 客運量 | 增長率   | 航班起降量 | 增長率   | 貨運量(噸) | 增長率   | 國內客運排名 | 比前一年名次變化 |
| ---- | ------ | -------- | ---------- | -------- | ---------- | -------- | ------------ | ---------------- |
| 2016 | 151093 | –        | 2174       | –        | 174.6      | –        | 162          | –                |
| 2017 | 254290 | ▲068.3%  | 3116       | ▲043.3%  | 780.1      | ▲0346.8% | 158          | ▲40              |
| 2018 | 387321 | ▲052.3%  | 4453       | ▲042.9%  | 508.9      | ▼0-34.8% | 149          | ▲90              |
| 2019 | 768232 | ▲098.3%  | 8762       | ▲096.8%  | 422.5      | ▼0-17.0% | 121          | ▲280             |
| 2020 | 570789 | ▼0-25.7% | 6650       | ▼0-24.1% | 132.7      | ▼0-68.6% | 113          | ▲80              |
| 2021 | 783950 | ▲037.3%  | 9084       | ▲036.6%  | 232.6      | ▲075.3%  | 106          | ▲70              |
| 2022 | 381970 | ▼051.3%  | 6125       | ▼032.6%  | 274.7      | ▲018.1%  | 112          | ▼60              |
| 2023 | 899357 | ▲135.5%  | 13008      | ▲112.4   | 837.4      | ▲217.9   | 110          | ▲20              |
| 2024 | 777477 | ▼13.6%   | 11967      | ▼8.0     | 1281.8     | ▲46.8%   | 124          | ▼14              |

## 机场交通

### 公交
2018 年 9 月 18 日起，临汾公交正式开通机场至市区的专线巴士（30 路），无人售票，票价 3 元，可使用現金、臨汾公交 IC 卡、腾讯/支付宝/美團乘车码、交通联合卡方式支付。

公交巴士往返时刻根据机场航班时刻调整，具体时刻以实际发车为准，乘客可使用临汾掌上公交查看车辆实时位置。
[30路]
起终点：临汾机场 - 尧庙车站
停靠点：临汾机场 | 城北汽车站 | 工业路南 | 河汾一路南 | 河汾路北 | 向阳路北 | 古城路北 | 解放路北 | 鼓楼北 | 鼓楼南 | 五一路北 | 福利路北 | 西赵路南 | 南外环北 | 迎宾园 | 尧庙汽车站
运行时间：06:30-19:55
[30路]
起终点：尧庙车站 - 临汾机场
停靠点：尧庙汽车站 | 迎宾园 | 南外环北 | 西赵路南 | 福利路北 | 五一路北 | 鼓楼南 | 鼓楼北 | 解放路北 | 古城路南 | 向阳路北 | 河汾路北 | 河汾一路南 | 工业路南 | 城北汽车站 | 广易驾校 | 临汾机场
运行时间：06:20-19:45

### 出租车/网约车
机场门口可乘坐出租车/网约车,至临汾市区约需要 30 元左右

## 尧都机场电话
临汾尧都机场: 0357-7186000
临汾尧都机场售票: 0357-7186666
临汾尧都机场货运: 0357-7186095

以上信息仅供参考，如有变动以实际信息为准。